# Anke Berghaus-Sprengel

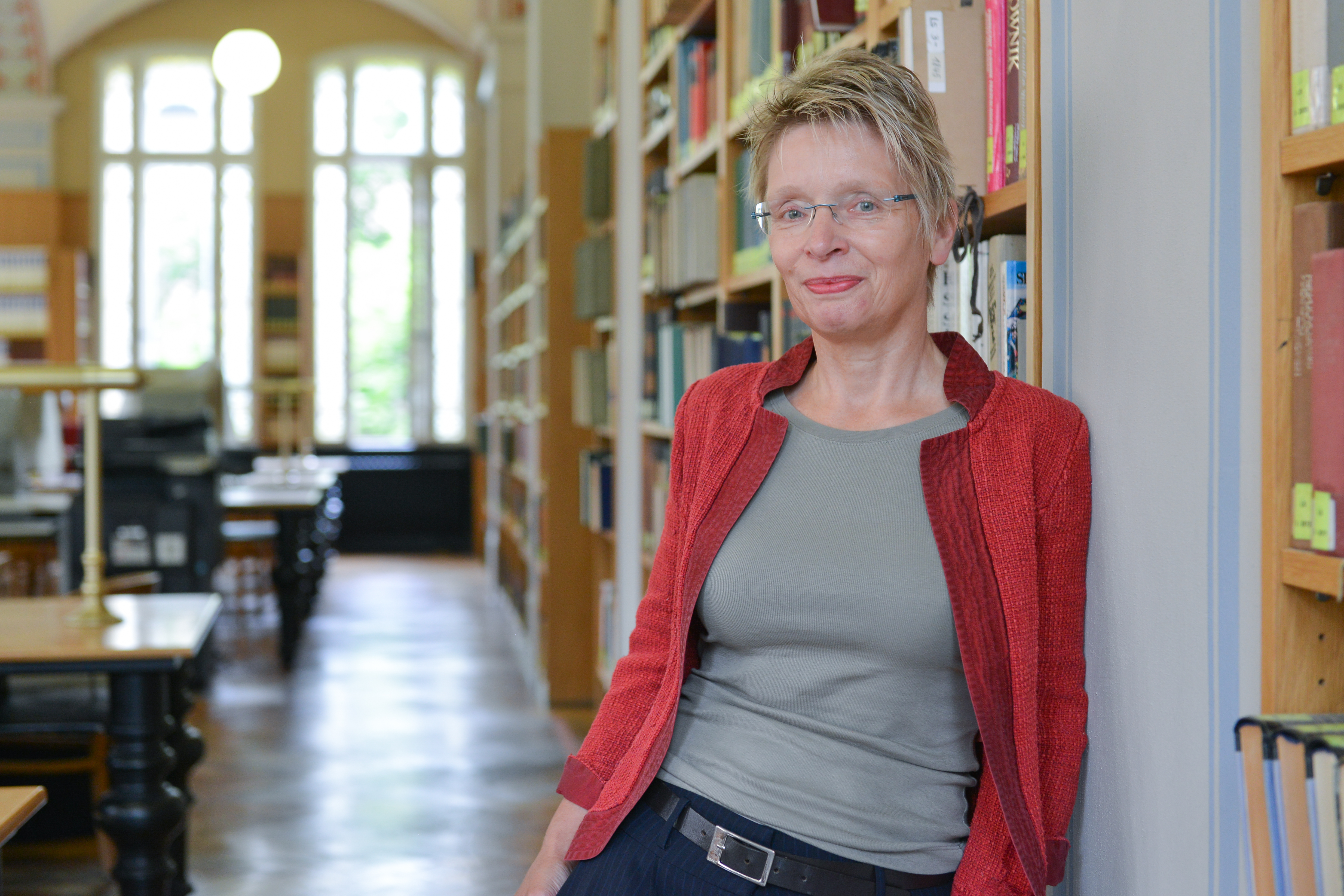
Anke Berghaus-Sprengel

Anke Berghaus-Sprengel (* 19. April 1962 als Anke Berghaus in Norderney) ist eine deutsche Bibliothekarin.
Sie ist seit dem 1. April 2016 Direktorin der Universitäts- und Landesbibliothek Sachsen-Anhalt, die 1696 als Universitätsbibliothek in Halle (Saale) begründet und 1948 zudem Landesbibliothek wurde. Anke Berghaus-Sprengel ist seit dem 1. August 2018 stellvertretende Vorsitzende, seit dem 1. August 2021 Vorsitzende des im Jahr 1900 gegründeten Vereins Deutscher Bibliothekarinnen und Bibliothekare (VDB). Sie ist bekannt als Vertreterin einer nachhaltigen technologischen und organisatorischen Modernisierungsstrategie im Bibliothekswesen. Sie hat in der Auseinandersetzung mit großen internationalen Wissenschaftsverlagen öffentlich Position gegen die expansive Preispolitik dieser Verlage bezogen.

## Leben
Nach einer Gesellenausbildung zur Buchbinderin und anschließender beruflicher Tätigkeit studierte sie an der Universität Hannover Geschichte, Germanistik und Philosophie, abgeschlossen 1993 (M.A.). Nach einem zweijährigen Forschungsaufenthalt in Paris absolvierte sie von 1997 bis 1999 das Bibliotheksreferendariat an der Zentral- und Landesbibliothek Berlin (ZLB) und der damaligen Fachhochschule Köln. Im Anschluss organisierte sie von Juni 2000 bis September 2001 als Projektleitung den Einstieg der ZLB in den Verbund Öffentlicher Bibliotheken Berlins (VÖBB). Im Anschluss leitete sie bis Oktober 2006 die Abteilung EDV der ZLB. Im November 2006 übernahm sie als Bibliotheksdirektorin die Leitung der Abteilung Zweigbibliotheken und Controlling der Universitätsbibliothek der Humboldt-Universität zu Berlin, bis sie am 1. April 2016 zur Direktorin der Universitäts- und Landesbibliothek Sachsen-Anhalt. Martin-Luther-Universität Halle Wittenberg ernannt wurde.
Anke Berghaus-Sprengel wurde von 2009 bis 2018 in den Stiftungsrat der Zentral- und Landesbibliothek Berlin (ZLB) berufen und war von 2009 bis 2015 Mitglied der Managementkommission des Deutschen Bibliotheksverbandes (dbv). Seit 2017 ist sie Mitglied in der IT-Kommission der Hochschulen des Landes Sachsen-Anhalt und entscheidet seit 2018 als Jurymitglied beim Forschungs- und Kompetenzzentrum Digitalisierung Berlin (digiS) über das Förderprogramm des Landes Berlin zur Digitalisierung des kulturellen Erbes mit. Sie vertritt seit 2016 qua Funktion die Universitäts- und Landesbibliothek Sachsen-Anhalt als Gesellschafterin der Reformationsgeschichtlichen Forschungsbibliothek Wittenberg und war 2017 Mitglied im Internationalen Wissenschaftlichen Beirat des Interdisziplinären Zentrums für die Erforschung der Europäischen Aufklärung. Sie ist seit 2019 Mitglied der Verbundleitung des GBV (Gemeinsamer Bibliotheksverbund) und seit dem 1. Januar 2023 Vorsitzende des Beirats für wissenschaftliche Bibliotheken des Landes Sachsen-Anhalt, der das zuständige Ministerium in allen Fragen der Entwicklung des wissenschaftlichen Bibliothekswesens berät.
Anke Berghaus-Sprengel ist seit 1990 verheiratet und hat zwei Kinder (1999, 2002).

## Wirken
Kennzeichnend für ihr Wirken ist es, seit ihrer Arbeit über den Betriebsvergleich als Instrument zur Leistungsmessung, moderne technologische, betriebswirtschaftliche wie organisatorische Chancen aufzugreifen und miteinander zu verbinden, um mit knappen Ressourcen Bibliotheken als Antreiber von Modernisierungsprozessen in der Produktion und Verteilung von Wissen voranzubringen. Im Forschungskontext geht es dabei um Bibliotheken als Dienstleister bei Open Access und Forschungsdatenmanagement sowie als Akteure bei der Massendigitalisierung, die alte Bestände nicht nur irgendwie digitalisieren, sondern digital erforschbar machen – wofür sie eine Reihe von DFG-Projekten eingeworben hat. Dabei geht es nicht nur um die Digitalisierung gedruckten Materials, sondern ebenso um Mikroverfilmungen umfangreicher alter Zeitungsbestände, die erst durch maschinell lernende Texterkennungssoftware zu digital beforschbarem Material werden. Sie sieht das Bibliothekswesen als einen digital geprägten Dienstleister, der die unterschiedlichen Nutzerinteressen und konkrete Bedürfnisse, also etwa von Forschenden, Lehrenden und Studierenden in den Mittelpunkt stellt. Das hat Folgen für die organisatorische Aufstellung von einzelnen Bibliothekssystemen und Verbundsystemen, die schlanker werden und ihre schon vorangeschrittene globale Vernetzung weiter intensivieren müssen. Gleichzeitig kritisiert sie Fehlentwicklungen, etwa die „aggressive Preispolitik“, die sie 2016 einigen Forschungsverlagen attestiert, die bei sinkendem Aufwand überproportional steigende Preise für digitale Lizenzen durchsetzen wollen. Sie griff 2017 im Verbund mit anderen Bibliothesdirektoren zum boykottierenden Verzicht auf Publikationen einzelner Großverlage, um zugleich Open Access voranzutreiben. Mit Blick auf die Forschungspotenziale digitalisierter historischer Medien sichert sie der Allgemeinheit zudem einmalige private Handschriftensammlungen, wie etwa die letzte große Privatsammlung von Stammbüchern in Deutschland. Neben Forschungsdatenmanagement, der Organisation von Open Acces und der retrievalfähigen Digitalisierung historischer Quellen sieht sie als weitere wichtige Transformatiobnsaufgabe von wissenschaftlichen Bibliotheken in der umfassenden baulichen und zeitlichen Ausrichtung auf die Bedürfnisse und diversen Lebenslagen ihrer Nutzer und Nutzerinnen.

## Publikationen
- Der Betriebsvergleich als Instrument zur Leistungsmessung. In: Bibliothek. Forschung und Praxis, 25. Jg. 2001, S. 143–191.
- Das RFID-Projekt an der Bibliothek der Humboldt-Universität zu Berlin. Stand und Perspektiven. In: Bibliotheksdienst, 43. Jg. 2009. S. 588–598.
- Digitale Technik in realer Umgebung. In: Auf dem Weg zur digitalen Bibliothek, hrsg. Von Dr.Andreas Degkwitz, Schriftenreihe der Universitätsbibliothek der Humboldt-Universität zu Berlin, Nr. 66.2013, S. 6–13.
- Rückblick: PROFILE HU – Projekt RFID zur Entwicklung innovativer Dienst- und Serviceleistungen der Bibliotheken der HU – was ist übrig geblieben. In: Bibliotheksdienst. Band 50.2016, Heft 6, Seiten 567–577, doi:10.1515/bd-2016-0065.
- Die Situation erfordert radikal neue Kooperationsformen unter den Bibliotheken in Deutschland, Tagungsbericht. In: b.i.t. online 16(2013), S. 336–339.
- Standortkonzentration und Modernisierung – der Zusammenhang von Dienstleistungen und Infrastruktur. In: Handbuch Hochschulbibliothekssysteme. Leistungsfähige Informationsinfrastrukturen für Wissenschaft und Studium, hrsg. Von Wilfried Sühl-Strohmenger und Konstanze Söllner, Berlin De Gruyter 2014.
- Nicht zum Fressen, nicht zum Saufen, sondern Weisheit einzukaufen …. Hallische Universitätsgeschichte in Stammbüchern, Wettin, Löbejün 2017 (als Herausgeberin).
- Forschungsnahe Dienstleistungen an der Universitäts- und Landesbibliothek Sachsen-Anhalt. In: Achim Bonte, Juliane Rehnolt (Hrsg.): Kooperative Informationsinfrastrukturen als Chance und Herausforderung. De Gruyter, Saur, Berlin / Boston 2018, ISBN 978-3-11-058493-6, S. 447–458.
- Das historische Magazin der Universitäts- und Landesbibliothek Sachsen-Anhalt in Halle an der Saale. In: Klaus Gereon Beuckers, Nils Meyer (Hrsg.): Bibliotheksarchitektur um 1900. Die Kieler Universitätsbibliothek von Gropius und Schmieden im Kontext europäischer Bibliotheksbauten, Verlag Ludwig, Kiel 2020, S. 67–84.